# Związek Polskich Fotografów Przyrody
Związek Polskich Fotografów Przyrody (ZPFP) – dobrowolne, samorządne stowarzyszenie twórcze, założone w 1995 roku.

## Cele
Cele Związku to promowanie i podnoszenie poziomu fotografii przyrodniczej, popularyzacja wiedzy przyrodniczej i ekologicznej, propagowanie zasad etycznych, które powinny towarzyszyć fotografowaniu przyrody, współuczestnictwo w ochronie przyrody i zasobów naturalnych Rzeczypospolitej Polskiej, ochrona dorobku polskiej fotografii przyrodniczej, współudział w tworzeniu kultury narodowej.
Cele i zadania ZPFP realizuje m.in. przez organizowanie spotkań, wystaw, konkursów, sympozjów, plenerów i innych imprez kulturalnych mających na celu propagowanie fotografii przyrodniczej, a także piękna przyrody i działań na rzecz jej ochrony; inicjowanie publikacji i wydawnictw; działalność edukacyjną, w tym organizowanie szkoleń i kursów; współpracę z władzami państwowymi, samorządowymi, instytucjami kultury, innymi stowarzyszeniami twórczymi i organizacjami społecznymi.

## Historia
Idea powstania Związku narodziła się w 1994. Jej inicjatorem był fotograf Leszek Krzysztof Sawicki. 25 czerwca 1995 odbył się I Walny Zjazd, w którym wzięło udział 197 członków. Pierwszym Członkiem Honorowym został Edward Hartwig.
Od stycznia 2002 Związek należy do Międzynarodowej Federacji Fotografii Przyrodniczej IFWP. W 2004 Zjazd Delegatów uchwalił też Kodeks Etyczny Fotografii Przyrodniczej ZPFP, w którym znalazło się między innymi takie przesłanie:

Fotografując dziką przyrodę powinniśmy pamiętać, że życie, rozwój i funkcjonowanie, czyli najszerzej pojęte dobro uwiecznianego obiektu i jego środowiska, są znacznie ważniejsze od wykonania zdjęcia. Stosowanie tej podstawowej zasady obliguje fotografów przyrody, w tym każdego członka ZPFP, do zdobywania i ciągłego poszerzania wiedzy przyrodniczej i ekologicznej. Dobra znajomość gatunków, a także ich zachowań i ekologii, ułatwia właściwe stosowanie podstawowych zasad fotografii przyrodniczej.

## Wybrana działalność
Jesienią 1997 Związek przedstawił swój dorobek na Międzynarodowym Festiwalu Fotografii Przyrodniczej w Vargardzie w Szwecji (Vargarda Nature Photography Festival).
W marcu 2000 wystawa ZPFP „Water in Polish Landscape” (Woda w krajobrazie polskim), zorganizowana we współpracy z Ministerstwem Środowiska, towarzyszyła Kongresowi Światowego Forum Wodnego w Hadze.
W tym samym roku Ministerstwo Środowiska we współpracy z ZPFP, przygotowało ekspozycję „National Parks in Poland” ukazującą piękno polskiej przyrody chronionej w parkach narodowych. Wystawa była prezentowana w Holandii w Haskim Ratuszu w 2000, w Słowenii na zamku Podsreda w 2001, w Hiszpanii w Muzeum Nauk Przyrodniczych w Madrycie, w Danii w Królewskiej Wyższej Szkole Rolniczej i Weterynaryjnej w Kopenhadze, w Austrii w siedzibie Rządu Kraju Związkowego Dolna Austria w St. Pölten pod Wiedniem w 2002 i w Narodowym Ogrodzie Botanicznym Belgii pod Brukselą w 2003.
W styczniu 2001 ukazał się album „Galeria natury” przygotowany przez PKN Orlen S.A., zawierający ponad 300 fotografii 80 członków ZPFP.
W 2002 zorganizowano ekspozycję „Śladami Edwarda Hartwiga” inspirowaną jego twórczością i z jego udziałem.
W 2004 Ministerstwo Środowiska, we współpracy z ZPFP, przygotowało nową wystawę prezentującą polskie parki narodowe. Latem 2004 przedstawiono ją w Hamburgu w Centrum Handlowym ECE i w Berlinie w galerii handlowej „Potsdamer Platz Arkaden” w ramach szerszego projektu „Polska zaprasza”.

## Okręgi
- Okręg Dolnośląski, Wrocław
- Okręg Krakowski, Kraków
- Okręg Lubelski, Lublin
- Okręg Łódzki, Łódź
- Okręg Mazowiecki, Warszawa
- Okręg Pomorsko-Kujawski, Gdańsk
- Okręg Roztoczańsko-Podkarpacki, Rzeszów
- Okręg Śląski, Katowice
- Okręg Toruński, Toruń
- Okręg Warmińsko-Mazurski, Olsztyn
- Okręg Wielkopolski, Poznań
- Okręg Zachodniopomorski, Szczecin